# マイク・エドワーズ (ミュージシャン)
マイク・エドワーズ（Mike Edwards、1948年5月31日 - 2010年9月3日）は、イングランドのチェロ奏者。

## 経歴
エレクトリック・ライト・オーケストラ (ELO) の一員として、1972年に行われた最初のライブから活動。彼の演奏はアルバム『ELO2』（1973年）、『第三世界の曙』（1973年）、"The Night The Light Went On (In Long Beach)"、『エルドラド』（1974年）に収録されている。一風変わった演奏と奇抜な衣装は、初期のELOのツアーでの話題の一つだった。
1975年1月、仏教徒になるためELOを脱退した。宗教的な理由でDeva Pramadaと改名している。
晩年の仕事は演劇や編曲が中心になった。サウス・ウェスト・イングランドのトットネスで暮らした。
2010年9月3日、バンを運転していたところ、山腹を転がり落ちてきた約600kgものロールベールに直撃されるという事故にあい、死去した。62歳没。